# Daira (Oceanina)
Nella mitologia greca, Daira, o Daeira, il cui nome significa "sapiente", era una divinità collegata ai misteri eleusini.

## Genealogia
Daira è indicata come figlia di Oceano e Teti, e quindi una delle tremila Oceanine. Ferecide di Atene la definisce sorella di Stige, che altrove è detta essere la più anziana delle Oceanine.
Con Ermes divenne madre di Eleusi, eponimo fondatore della città di Eleusi. In alcuni miti, fu anche la madre di Immarado avuto da Eumolpo. Secondo Aristofane fu inoltre la madre di Semele.

## Mitologia
La difficoltà di attribuire una versione univoca al suo mito riflette probabilmente il carattere segreto e misterico del suo culto: Daira è stata infatti equiparata a Persefone, a Afrodite, a Era, o a Ecate. Secondo altre versioni fu la nutrice o la carceriera di Persefone, e anche l'antagonista di Demetra, tanto che le sacerdotesse di Demetra evitavano di partecipare ai riti riferiti a Daira